# Ingemar Petersson
Carl Samuel Ingemar Petersson, född 12 mars 1870 i Kungsholms församling, Stockholm, död 11 oktober 1940 i Matteus församling, Stockholm, var en svensk militär och ingenjör.
Petersson utexaminerades från Tekniska högskolan 1893, blev löjtnant vid Väg- och vattenbyggnadskåren 1898, kapten 1908, major 1918 och överstelöjtnant 1927. Petersson var baningenjör vid Statens järnvägar 1892–1906, tjänstgjorde i Väg- och vattenbyggnadsstyrelsen 1906–1908, blev ledamot av Djurgårdskommissionen 1910, deltog i bildandet av Svenska Vägföreningen 1914 och var vägkonsulent i Stockholms län 1916–1929. Som konsulterande ingenjör på det kommunikationstekniska området anlitades Petersson bland annat av Nederländerna 1909, Finland 1920–1922 och Estland 1928–1929 och utgav även ett flertal skrifter.
År 1935 befordrades han till överste. Petersson är begraven på Tveta kyrkogård i Södermanland.